# Diplectria
Diplectria là chi thực vật có hoa trong họ Mua.